# Équipe du Qatar de curling
L'équipe du Qatar de curling est la sélection qui représente Qatar dans les compétitions internationales de curling. 
En 2017, l'équipe nationale est classé comme nation numéro 45 chez les hommes et 37 chez les femmes.

## Historique
Créé en 2014, le pays de Moyen Orient ne compte pas plus d'une vingtaine de curlers (7 femmes et 15 hommes en 2017)
Il n'existe pas de structure spécifique pour les sports de glace au Qatar ; les joueurs ont l'occasion de s'exercer soit en pratiquant le floor curling, soit à l'extérieur du pays comme lors des phases de préparation au championnat Pacifique/Asie en Turquie.
L'équipe nationale a participé aux Jeux asiatiques d'hiver de 2017 et au championnat Asie-Pacifique depuis 2016.

## Palmarès et résultats

### Palmarès masculin
Titres, trophées et places d'honneur
- Jeux Olympiques Hommes : aucune participation
- Championnats du monde : aucune participation

### Palmarès féminin
Titres, trophées et places d'honneur
- Jeux Olympiques Hommes : aucune participation
- Championnats du monde : aucune participation

### Palmarès mixte
Titres, trophées et places d'honneur
- Championnat du Monde Doubles Mixte depuis 2016 (7 participation(s))
  - Meilleur résultat : 7ème pour : Championnat du Monde Doubles Mixte - Groupe F

### Palmarès curling en fauteuil
Jeux paralympiques
- Meilleur résultat : aucune participation